# Raffaello Bibbiani
Raffaello Bibbiani (Pegli, 1891 – Pisa, 1989) è stato un architetto italiano.

## Biografia
Nato a Pegli, presto si trasferisce con la famiglia a Massa, dove frequenta l'Istituto di Belle Arti. Diplomato è ammesso al Regio Istituto di Belle Arti di Roma, dove consegue la Laurea in Architettura. 
Fa ritorno in Liguria dove lavora in vari studi di architettura. 
Con l'avvento della Prima Guerra Mondiale è chiamato alle armi nel corpo degli Alpini ed è decorato per valore militare. 

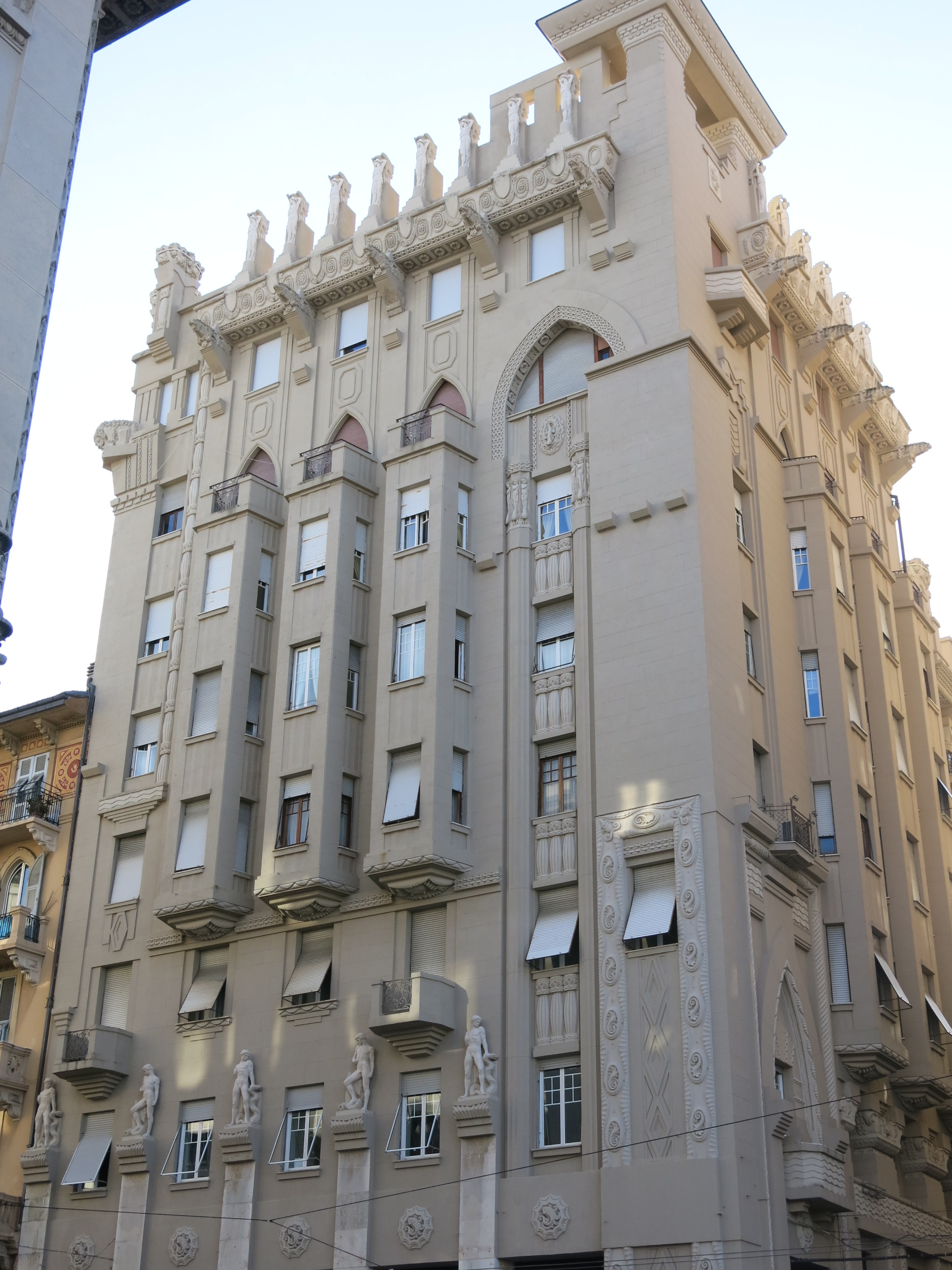
Grattacielo, 1927-28
La Spezia

Nel primo dopoguerra è a Roma dove collabora negli studi di Bazzani e Piacentini. Il collega Giovanni Panconi lo introduce nell'ambiente culturale spezzino: la città vive un momento di vivace sviluppo e Bibbiani inizia a collaborare anche con gli architetti Giorgio Guidugli (1886-1961) e Franco Oliva, contribuendo alla creazione dell'elegante nuovo centro cittadino.
 Importante e fraterna è anche l'amicizia con lo scultore Augusto Magli con il quale consolida un sodalizio che durerà per tutta la vita.
Il periodo più produttivo della sua attività lavorativa di architetto si svolge tra gli anni ‘20 e ’40, come autore e coautore di numerosi palazzi e ville, soprattutto a La Spezia ed in provincia.
Nel secondo dopoguerra, dagli anni Cinquanta Bibbiani è professore all'Istituto Tecnico Da Passano del quale, negli ultimi anni della sua carriera, diventa Preside.
Si ritira infine a Pisa, dove muore nel 1989.
Il suo archivio professionale, composto da circa novecento fogli, è stato donato nel 2009 dalla figlia Cecilia Bibbiani al Comune della Spezia, in memoria del padre e come gesto di affetto alla città. L’intero archivio, riordinato e catalogato, è oggi conservato nel Museo Lia.

## Opere
- Palazzo San Giorgio (1926-1927) all'inizio di via dei Colli, edificio caratterizzato da una facciata ricca di elementi decorativi di richiamo classico filtrati attraverso il linguaggio prettamente déco.
- Grattacielo (1927-1928) all’inizio di via Veneto in collaborazione con Guidugli.
- Locanda San Pietro (1926-1927) a Portovenere sempre a doppia firma con Guidugli.
- Palazzo della Sprugola (1933-1935), in via Colombo, esempio di architettura razionalista.